# Константинов Костянтин Тимофійович
Костянтин Тимофійович Константи́нов (нар. 7 липня 1915, Суклея — пом. 8 березня 2003) — молдовський радянський актор театру і кіно. Чоловік актриси Катерини Каземирової, батько скульптора Костянтина Константинова та режисера Елеонори Константинової.

## Біографія
Народився 7 липня 1915 року в селі Суклеї (нині Слободзейський район Молдови). 1937 року закінчив Одеське театральне училище і був направлений у Тирасполь до Першого молдавського драматичного театру, який, після приєднання Бессарабії до СРСР, у 1940 році переїхав до Кишинева.
У роки німецько-радянської війни працював у ансамблі «Дойна», що був евакуйований в глибину Радянського Союзу. Після звільнення Молдаської РСР знову працював у Молдавському музично-драматичному театрі імені Олександра Пушкіна. Член ВКП(б) з 1949 року. Обирався депутатом Верховної Ради Молдавської РСР 9-го скликання. Помер 8 березня 2003 року.

## Творчість
Виконував різноманітні комедійні та характерні ролі, зокрема у театрі:
- Козьма («Гайдуки» група авторів);
- Флочі («Килим Іляни» Леоніда Корняну);
- міністр Тиндале («Синзяна і Пепеля» Васіле Александрі);
- Осип, Каленик («Ревізор», «Майська ніч» Миколи Гоголя);
- Робінзон («Безприданниця» Олександра Островського);
- Фігаро («Одруження Фігаро» П'єра Бомарше);
- Добротвірський («Закон честі» Олександра Штейна);
- Чир («Любов Ярова» Костянтина Треньова);
- Митрич («Влада темряви» Льва Толстого);
- Йордаке («Світло» Андрія Лупана);
- дід Мелігуце («Чарівна булава» Лівіу Деляну);
- Тоаке («Вируючий Дунай» Єміліана Букова);
- Корчнов («Премія» Олександра Гельмана);
- Емануїл («Батько» Дмитра Матковського);
- Панталоне («Слуга двох панів» Карло Ґольдоні);
- Володимир Ленін («Кремлівські куранти», «Людина з рушницею» Миколи Погодіна).

Знімався у кіно з 1938 року, зіграв ролі:
- «Радянська Молдавія» (1938, Київська кіностудія) — епізодична роль;
- «Оборона Царицина» (1941) — юнкер;
- «Ляна» (1955, Кіностудія імені Максима Горького) — Гіца;
- «Молдавські наспіви» (1955) — естрадний співак;
- «Не на своєму місці» (1957) — дід Харитон;
- «Отаман Кодр» (1958) — боярин Мирза;
- «Я вам пишу…» (1959) — Костянтин Костянтинович;
- «Подорож у квітень» (1962) — касир;
- «Вулиця слухає» (1963) — перехожий;
- «При спробі втечі» (1964) — корчмар;
- «Гіркі зерна» (1966) — епізодична роль;
- «Весілля у палаці» (1969) — Ботоліке;
- «Десять зим за одне літо» (1969) — дядя Тулбурел;
- «Вибух уповільненої дії» (1970) — Рошкован;
- «Червона хуртовина», (1971) — священик;
- «Лаутари» (1971) — епізодична роль;
- «Врятоване ім'я» (1972) — водовоз;
- «Зарубки на згадку» (1972) — епізодична роль;
- «Віка, я та фейлетон» (1972) — епізодична роль;
- «Останній гайдук» (1972) — пан Мімі;
- «Зелена хвиля» (1973) — старшина Гредінару;
- «Чоловіки сивіють рано» (1974) — селянин;
- «Довгота дня» (1974) — дід Капріян;
- «Нікушор з племені ВВ» (1975) — Лук'ян Кузьмич;
- «Кінь, рушниця і вільний вітер» (1975) — Алі-ага;
- «По вовчому сліду» (1976) — мірошник;
- «Не вір крику нічного птаха» (1976) — Степанич;
- «Хто-кого» (1977) — дід Аргір;
- «Корінь життя» (1977) — сторож;
- «Фортеця» (1978) — Бурич;
- «Підозрілий» (1978) — Ботезату;
- «Я хочу співати» (1979) — епізодична роль;
- «Де ти, любове?» (1980) — батько Марчелли;
- «Дім Діоніса» (1980, «Телефільм-Кишинеу») — Діоніс;
- «Перехідний вік» (1981) — старий;
- «Весільна подорож перед весіллям» (1982) — епізод;
- «Лебеді на ставку» (1982) — селянин;
- «Червневий рубіж» (1982) — Маноле;
- «Як стати знаменитим?» (1983) — епізод;
- «Тривожний світанок» (1984) — епізодична роль;
- «Таємничий в'язень» (1986) — дядько Михайла;
- «Шуліки здобутком не діляться» (1988) — Делімарц;
- «Радощі земні» (1988) — епізод.

## Відзнаки
- Народний артист Молдавської РСР з 1953 року;
- Нагороджений:
  - радянськими орденами Трудового Червоного Прапора, «Знак Пошани»;
  - молдовськими орденом Республіки (1994) та медаллю «Міхай Емінеску» (2000)[1];
- Національна премія Республіки Молдова (26 серпня 1994).[2]